# Храм Спаса-на-Крові
Собор Воскресіння Христового на Крові, або Храм Спаса на Крові в Санкт-Петербурзі — православний меморіальний однопрестольний храм в ім'я Воскресіння Христового; споруджений в пам'ять того, що на цьому місці 1 [13] березня 1881 року в результаті замаху був смертельно поранений імператор Олександр II (вираз на крові вказує на кров царя). Храм був споруджений як пам'ятник царю-мученику на кошти, зібрані по всій Росії.
Розташований в історичному центрі Санкт-Петербурга на березі каналу Грибоєдова поруч із Михайлівським садом і Конюшенною площею. Висота дев'ятиглавого храму 81 м, місткість до 1600 чоловік. Є музеєм і пам'ятником російської архітектури.
Храм був зведений за указом імператора Олександра III в 1883-1907 роках за спільним проєктом архітектора Альфреда Парланда і архімандрита Ігнатія (Малишева), який згодом від будівництва відійшов. Проєкт виконаний в «російському стилі», дещо нагадує московський собор Василя Блаженного. Будівництво тривало 24 роки. 19 серпня 1907 собор був освячений.

## Історія

### Тимчасова капллиця
1 березня 1881 року на набережній Катерининського каналу в результаті нападу терориста-народовольця І. І. Гриневицького був смертельно поранений імператор Олександр II.
Вже 2 березня на надзвичайному засіданні Міська дума просила вступив на трон імператора Олександра III «дозволити міському громадському управлінню звести … на кошти міста каплицю або пам'ятник». Той відповів: «Бажано було б мати церкву … а не каплицю». Однак все ж було вирішено поставити тимчасову каплицю.
Розробити проєкт доручили архітекторові Л. Н. Бенуа. Роботи велися швидко, так що 17 квітня 1881 року каплиця була освячена і в ній стали проводити пам'ятні панахиди. Думі це практично нічого не коштувало: поставив її купець I гільдії Громов, будівельні роботи оплатив купець Мілітін, він же став старостою. Ця каплиця залишалася на набережній аж до моменту початку будівництва храму — до весни 1883, після чого була перенесена на Конюшенну площу, де простояла ще 9 років і була остаточно розібрана.

### Архітектурний конкурс

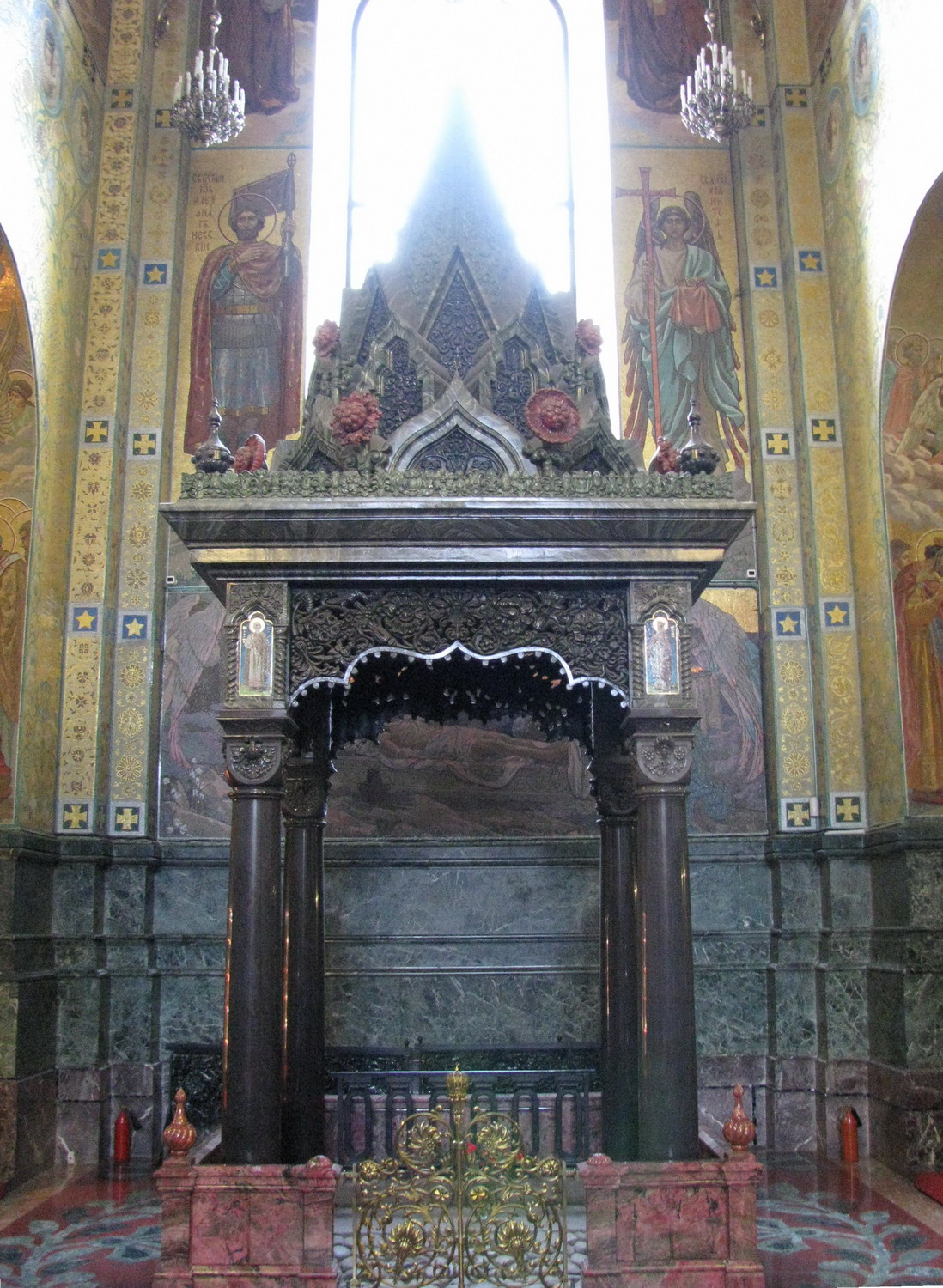
Сень над місцем смертельного поранення імператора Олександра II. Під нею збережена частина бруківки та огорожу набережного каналу, обагрені кров'ю Царя-Мученика. Знаходиться в західній частині храму, прямо над нею дзвіниця з великим золотим куполом.

Відразу після вбивства була створена комісія з увічнення пам'яті Олександра II, а також оголошений конкурс на найкращий проєкт храму. У встановлений термін до полудня 31 грудня 1881 року було представлено 26 анонімних проєктів. Конкурс привернув багатьох знаменитих архітекторів того часу, серед них були: І. С. Кітнер, І. С. Богомолов, В. І. Шретер, А. Л. Гун, Л. Н. Бенуа і інші. Архітектори мали велику ділянку по обидва боки каналу, включаючи частину Михайлівського саду, пожертвувану великою княгинею Катериною Михайлівною. Комісія відібрала 8 найкращих проєктів, а переможцем визнала роботу в російсько-візантійському стилі під назвою «Батькові Вітчизни» роботи А. О. Томішко. Другою премією був удостоєний проєкт «1 березня 1881 року» академіків І. С. Кітнера і А. Л. Гуна, третьої — задум архітектора Л. Н. Бенуа. 23 березня 1882 року в Гатчині проєкти були продемонстровані імператору Олександру III, але жоден з них не отримав схвалення. Імператором було прийнято рішення, щоб збудований храм увібрав в себе риси російської архітектури, якими володіють церкви XVII століть, особливо в Ярославлі. Крім того, слід було оформити місце загибелі імператора в храмі у вигляді окремого приділу.

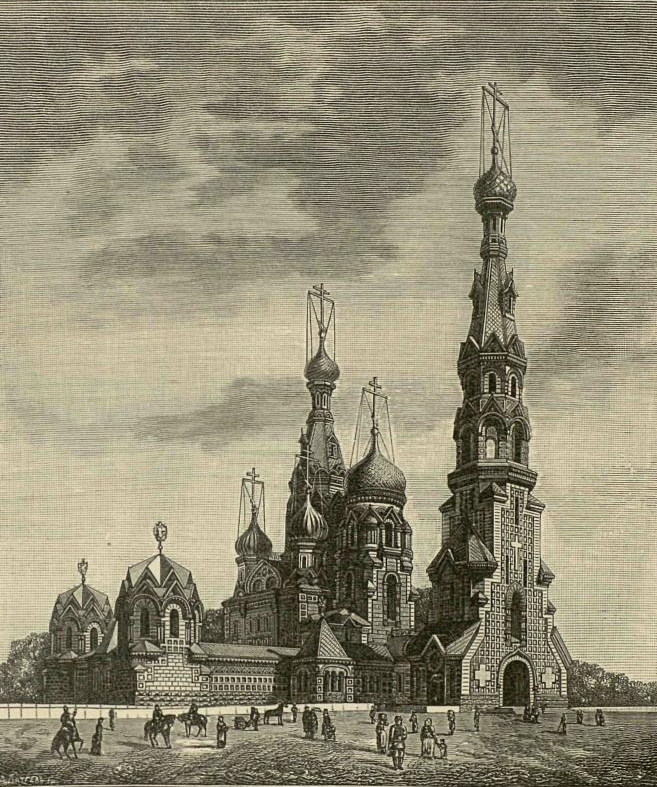
Малюнок майбутнього храму, виконаний архімандритом Ігнатієм, до доопрацювання проєкту архітектором Альфредом Парланда, 1883

Незабаром вийшов другий конкурс. Вже 28 квітня 1882 члени комісії приступили до відбору з 31 найкращого проєкту. Цього разу в списку номінантів з'явилися нові гучні імена: Р. А. Гьодіке, А. Н. Бенуа, А. М. Павлинов, Р. П. Кузьмін, А. Л. Обер, Н. В. Султанов, А. І . Рєзанов і інші. Всі представлені проєкти також були відхилені Олександром III. Після розробки нових проєктів був обраний проєкт архітектора Альфреда Парланда і настоятеля Троїце-Сергієвої пустелі архімандрита Ігнатія (Малишева). Цей проєкт був схвалений імператором 29 липня 1883 роки з умовою його подальшого доопрацювання під наглядом професора Д. І. Грімма, остаточно проєкт був затверджений тільки 1 травня 1887 року. У створенні Храму брали участь: помічники проф. А. А. Парланда архітектор В. І. Фіделлі і Д. А. Орєхов; художник Н. К. Бодаревський, мозаїст В. А. Фролов, бронзових справ майстер Федоров та інші.

### Будівництво храму
Урочиста закладка храму відбулася в жовтні 1883 року. До комісії з будівництва храму, очолювану Великим князем Володимиром Олександровичем, увійшли архітектори Д. І. Грімм, Р. А. Гьодіке, Е. І. Жибер, Р. Б. Бернгард, які під час зведення будівлі давали консультації і вносили корективи в проєкт; велику участь в переробці проєкту взяв І. В. Штром, пропозиції якого істотно вплинули на композицію здійсненого храму.
Мозаїчні роботи на десять років затримали освячення, яке митрополит Антоній (Вадковський) здійснив 6 (19) серпня 1907 року (у день Преображення Господнього, відомий також як Другий Спас) в присутності імператора Миколи II та інших членів імператорського Дому. Все будівництво обійшлося в 4,6 млн рублів.

27 квітня 1908 митрополит Антоній освятив поруч з храмом Іверську каплицю-ризницю, де були зібрані ікони, піднесені в пам'ять про кончину Олександра II.
При будівництві храму були застосовані нові технології будівництва, будівля храму була повністю електрифіковано. Храм висвітлювали тисяча шістсот вісімдесят дев'ять електроламп. На початку XX століття територія навколо Спаса-на-Крові була реконструйована.

## Історія приходу храму

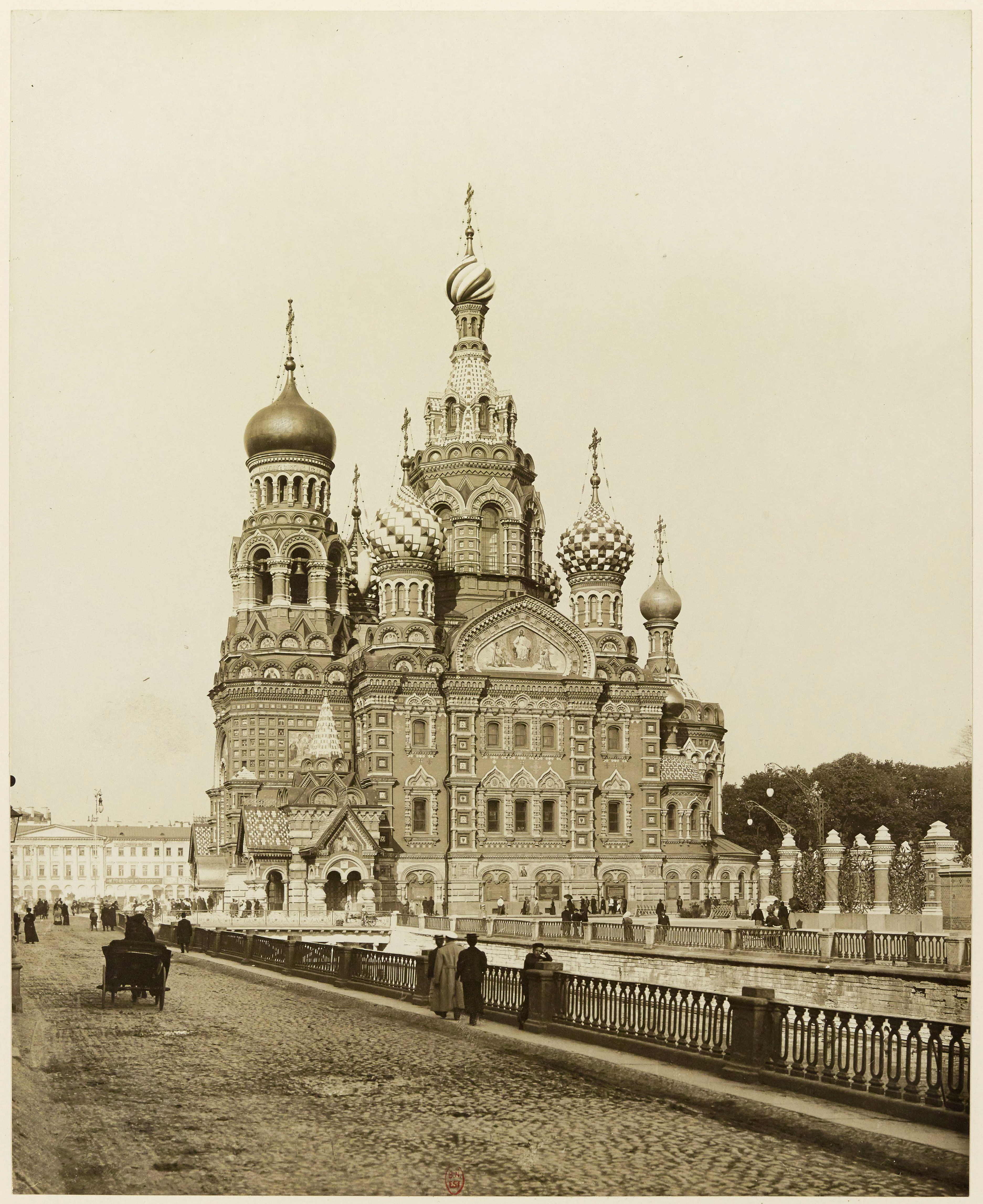
Храм Спаса на Крові в 1917 році

Собор Воскресіння Христового був єдиним, поряд з Ісаакіївським собором, храмом Санкт-Петербурга, які перебували на повному державному утриманні. Собор не був парафіяльним; він перебував у віданні Міністерства внутрішніх справ і не був розрахований на масові відвідування; вхід здійснювався за перепустками. У ньому відбувалися окремі служби, присвячені пам'яті Олександра II і щодня вимовлялися проповіді.
6 вересня 1907 резолюцією митрополита Санкт-Петербурзького і Ладозького Антонія (Вадковського) (№ 8039) настоятелем собору був призначений професор П. І. Лепорський, який був незабаром висвячений в сан пресвітера (протоієрей з 14 жовтня 1907 года).
З 1909 року кліриком, а потім (з 9 серпня 1923 року) настоятелем, храму був протоієрей професор Василь Верюжський, що став наприкінці 1927 року одним з активних прихильників іосіфлянского руху в Ленінграді.
У 1917 році припинилося надходження казенних коштів на утримання храму, в зв'язку з чим Петро Лепорський звернувся до жителів Петрограда з наступними словами: "Храм Воскресіння на крові втратив кошти, необхідних для забезпечення в ньому богослужінь. Причт храму, спорудженого на загальні народні засоби, вирішив звернутися до господаря храму — народу із запрошенням об'єднатися навколо храму і в міру сил своїх і старанності розділити турботу про підтримку в ньому благоліпного богослужіння. Бажаючі записатися в число прихожан храму прихильні звертатися до батька настоятелю протоієрею П. Лепорського (Невський, 163) або в храмі на свічковій виручці, і там отримають необхідні бланки для заяв".
В кінці 1919 року від відділу юстиції Петрограду надходить розпорядження про формування при храмі Воскресіння Христового «двадцятки», тобто приходу. У відповідь 2 грудня 1919 року протоієрея П. І. Лепорський пише заяву, в якому заперечує проти такого рішення міської влади, «так як храм ніколи не був парафіяльним», і, крім того, «полягає в віданні Наркомату майна». Проте 13 грудня 1919 Колегія з реєстрації і охорони пам'яток мистецтва та старовини і відділу майна дала дозвіл передачі храму «двадцятці», що і було здійснено 11 січня 1920 року о 12:00 за.
З липня 1922 року до 5 липня 1923 року належав «Петроградської автокефалії» під керуванням єпископа Петергофського Миколи (Ярушевича), після чого до 9 серпня того ж року був обновленським.
З серпня 1923 року, після переходу Казанського і Ісаакіївського соборів у відання обновленців, храм став кафедральним собором «староцерковної» («Тихоновськиї») Петроградської єпархії.
З кінця 1927 року і до закриття храм був центром іосіфлянства в Ленінграді — правої течії в Російській Церкві, яка виникла як опозиція заступнику Патріаршого Місцеблюстителя митрополита Сергія (Страгородського) після видання ним «Декларації» про беззастережну лояльність «нашому Уряду» (комуністичному режиму).
30 жовтня 1930 року президія ВЦВК ухвалив закрити храм.

## Історія після закриття приходу

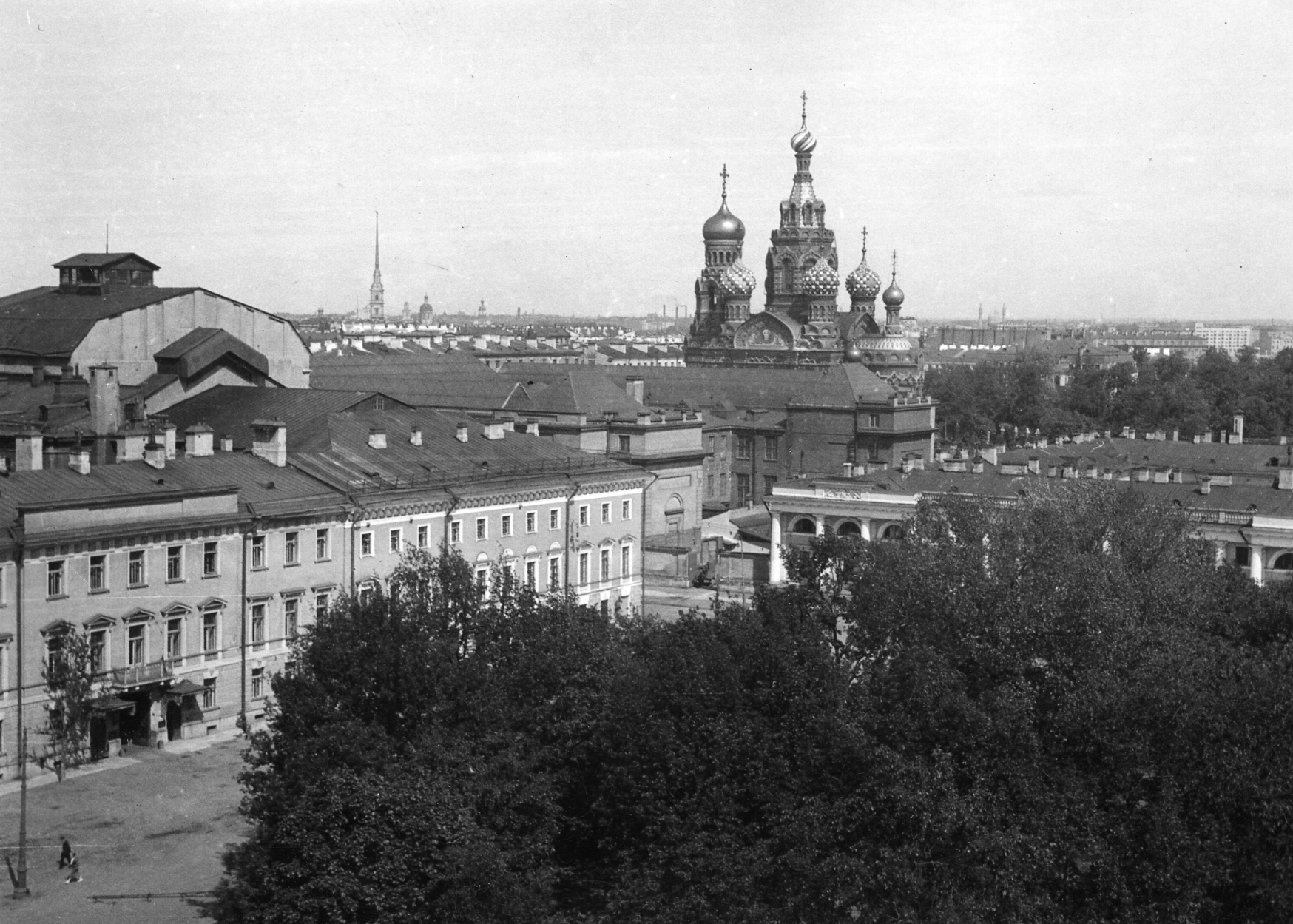
Спас на Крові. 1935 рік

У листопаді 1931 року Обласна комісія з питань культів винесла рішення про доцільність розбирання Спаса на Крові, але вирішення цього питання було перенесено на невизначений термін. У 1938 році питання було поставлено знову і було позитивно вирішене, але з початком війни перед керівництвом міста встали зовсім інші завдання. В роки блокади в соборі розміщували морг, сюди звозили загиблих ленінградців. Після війни храм орендував Малий оперний театр і влаштував в ньому склад декорацій.
У 1961 році в центральному куполі храму був виявлений німецький фугасний снаряд. Ймовірно, він на вильоті пробив звід купола і застряг в перекритті зводу. Ніким не помічений, фугас пролежав в кроквах 18 років і був випадково виявлений верхолазами науково-виробничих реставраційних майстерень. При огляді виявилося, що це 240-міліметровий фугасний снаряд масою близько 150 кг. Роботи по його знешкодженню почалися під керівництвом колишнього піротехніка В. І. Демидова вранці 28 жовтня 1961 року, їх проводили шість чоловік: верхолази Євген Касьянов, В'ячеслав Коробков, Володимир Майоров, Олександр Мацкевич, Володимир Смирнов і колишній сапер Валентин Ніколаєв. Це була унікальна операція, яка вимагала від її учасників не тільки майстерності, а й неабиякого самовладання і мужності. За допомогою лебідки снаряд був витягнутий, вивезений з міста і знищений в районі Пулковських висот.
У 1968 році собор був узятий під охорону Державною інспекцією з охорони пам'яток при Головному архітектурно-планувальному управлінні, а 20 липня 1970 року було прийнято рішення про організацію філіалу музею «Ісаакіївський собор» в будівлі колишнього храму Спаса на Крові. Передача храму-пам'ятника на баланс музею відбулася 12 квітня 1971 року. Велику роль у цій події зіграв директор музею «Ісаакіївський собор» Георгій Бутиков. До цього часу собор перебував в аварійному стані і вимагав термінової реставрації.
У 1970-х були виконані інженерні та загальнобудівельні роботи, проведена велика робота з підготовки до реставрації внутрішнього оздоблення. Безпосередньо реставрація самого храму розпочалася на початку 80-х років, перший етап якої закінчився в 1997 році.
19 серпня 1997 року, рівно через 90 років після освячення, музей-пам'ятник «Спас на Крові» відкрився для відвідувачів.
23 травня 2004 митрополитом Санкт-Петербурзьким Володимиром (Котляров) в соборі була відслужена перша після більш ніж 70-річної перерви літургія.
21 січня 2014 року зареєстровано прихід храму Воскресіння Христового (Спас на крові).

## Архітектура і внутрішнє оздоблення

Вид на південний фасад храму (2011 рік)

### Купола
В основі композиції храму компактний четверик, який увінчаний п'ятиглавником, причому місце центральної глави займає намет висотою 81 метр. Всього Спас на Крові вінчають 9 глав, що створюють асиметричну мальовничу групу, причому частина глав мають позолочене покриття, а частина — емалеве.
У підставі восьмигранного шатра на його стіні є вісім довгастих вікон з лиштвами в формі кокошників. Вгорі намет звужується, в ньому прорізані вісім виступів з віконцями. Шатра завершує ліхтар, увінчаний цибулиної головки з хрестом. Главку покрита білою, жовтою і зеленою емаллю у вигляді обвивають її кольорових смужок. Навколо намету розташовані чотири цибулинних купола, утворюючи при цьому симетричну форму композиції. Всі чотири купола покриті кольоровою емаллю, але при цьому різними малюнками. Ці купола розташовуються на невисоких барабанах, що мають розмір, менший, ніж у самих куполів. У західній частині собору знаходиться дзвіниця завершена куполом, що робить її схожою на дзвіницю Івана Великого в Московському Кремлі. У дзвіниці є вісім арочних прорізів, розділених колонами. Решта три куполи, менші за розмірами, розташовуються на прибудовах в східній частині храму.

Вид на Храм Спаса-на-Крові зі сторони каналу Грибоєдова

### Зовнішній вид собору
Архітектура храму являє собою зразок пізнього етапу еволюції «російського стилю». Будівля являє собою збірний образ російського православного храму, орієнтованого на зразки Москви і Ярославля XVI–XVII століть. Великий вплив на зовнішній вигляд храму надала архітектура московського собору Василя Блаженного.
Із зовнішнього боку на храмі зроблені написи, де підкреслюються досягнення Росії в період правління Олександра II.
У декорі будівлі використаний різноманітний обробний матеріал — цегла, мармур, граніт, емалі, позолочена мідь і мозаїка.

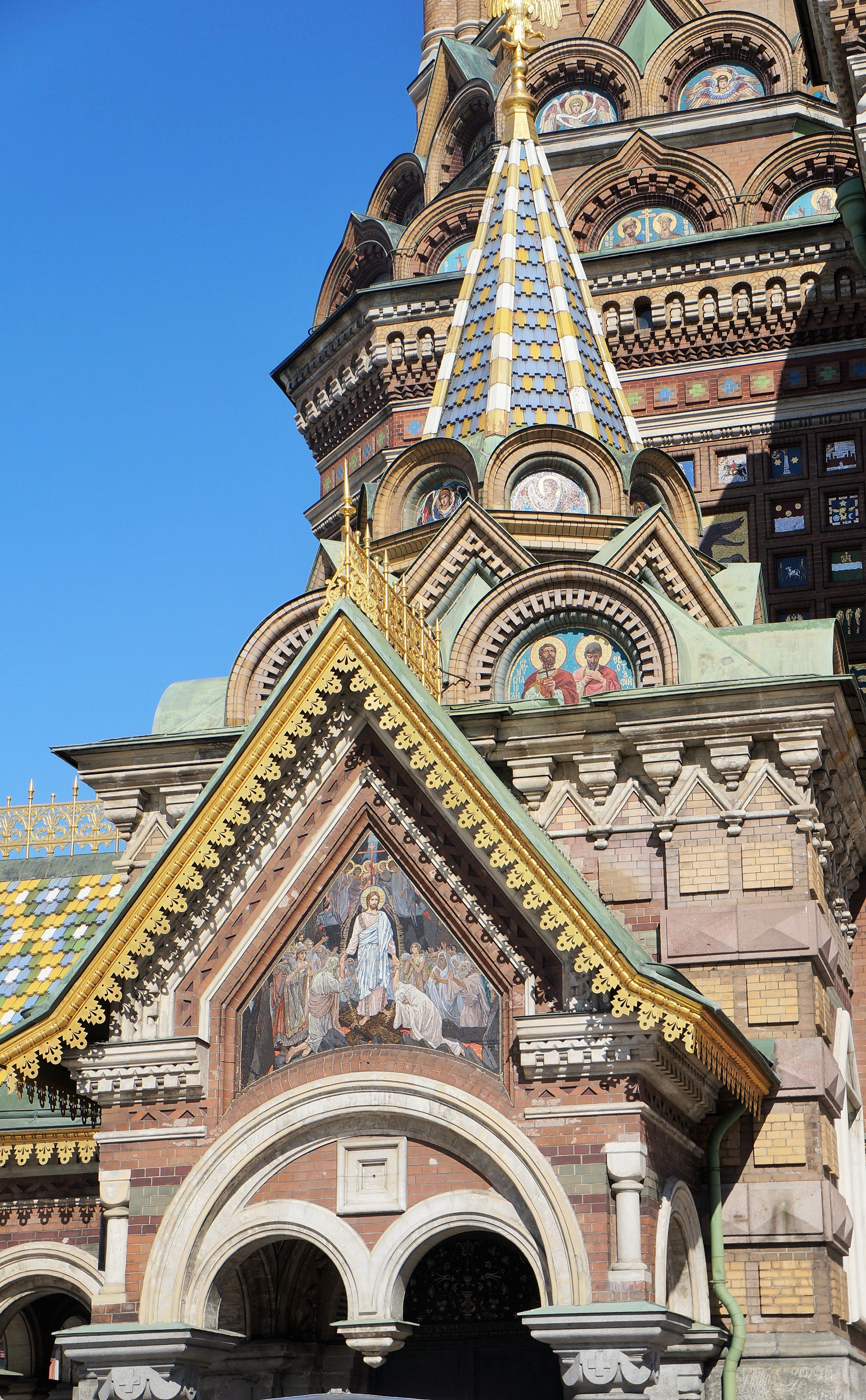
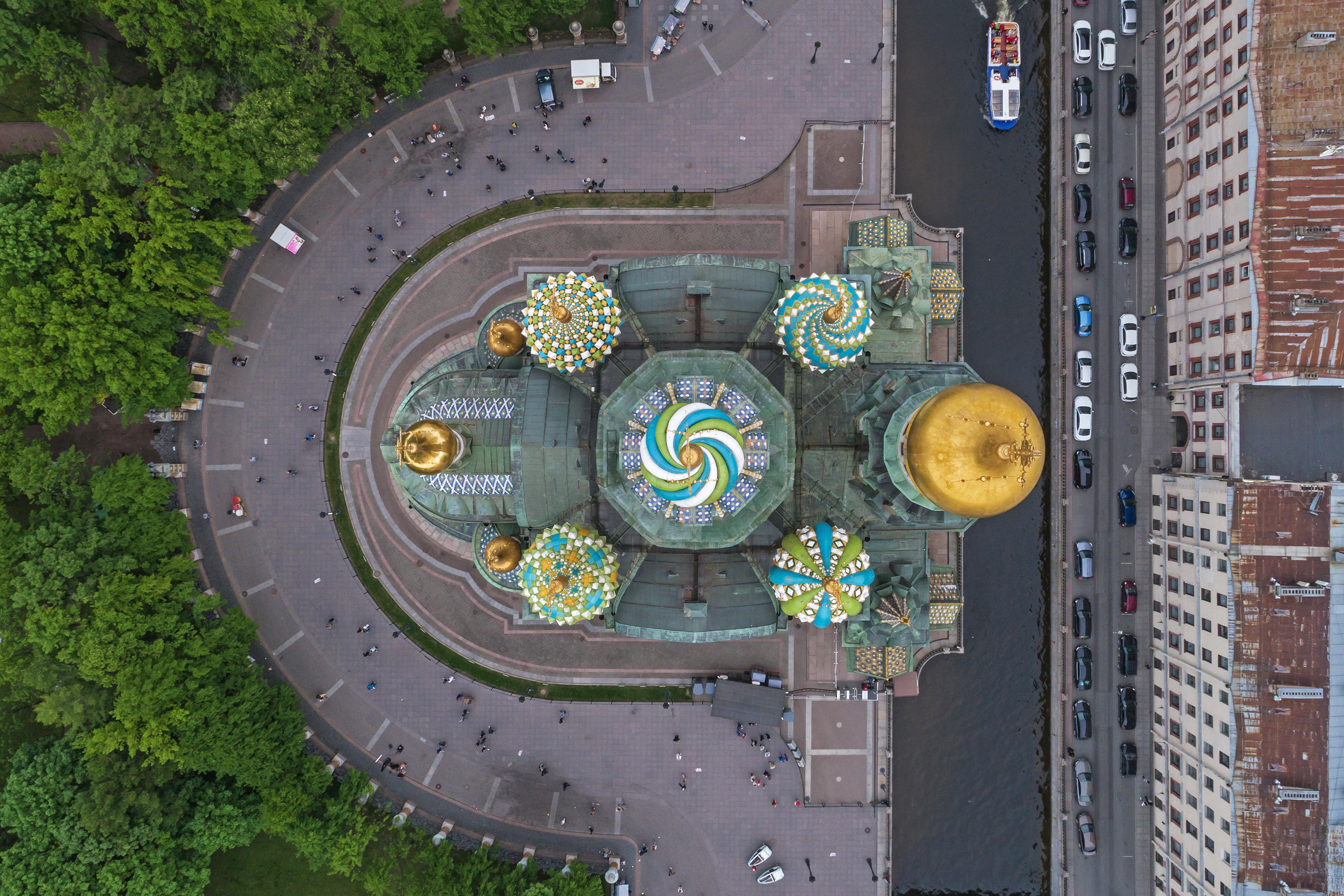
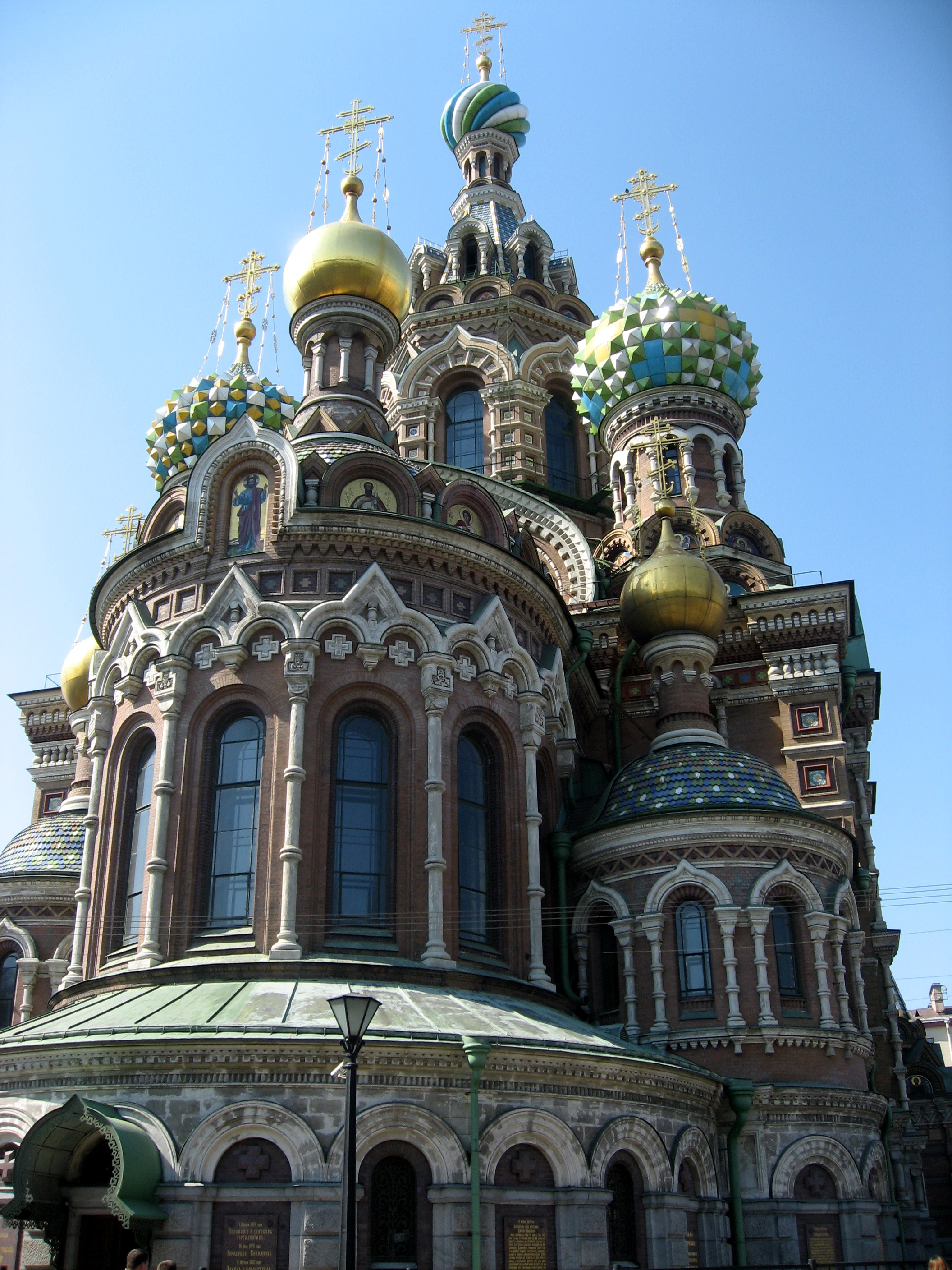
undefined
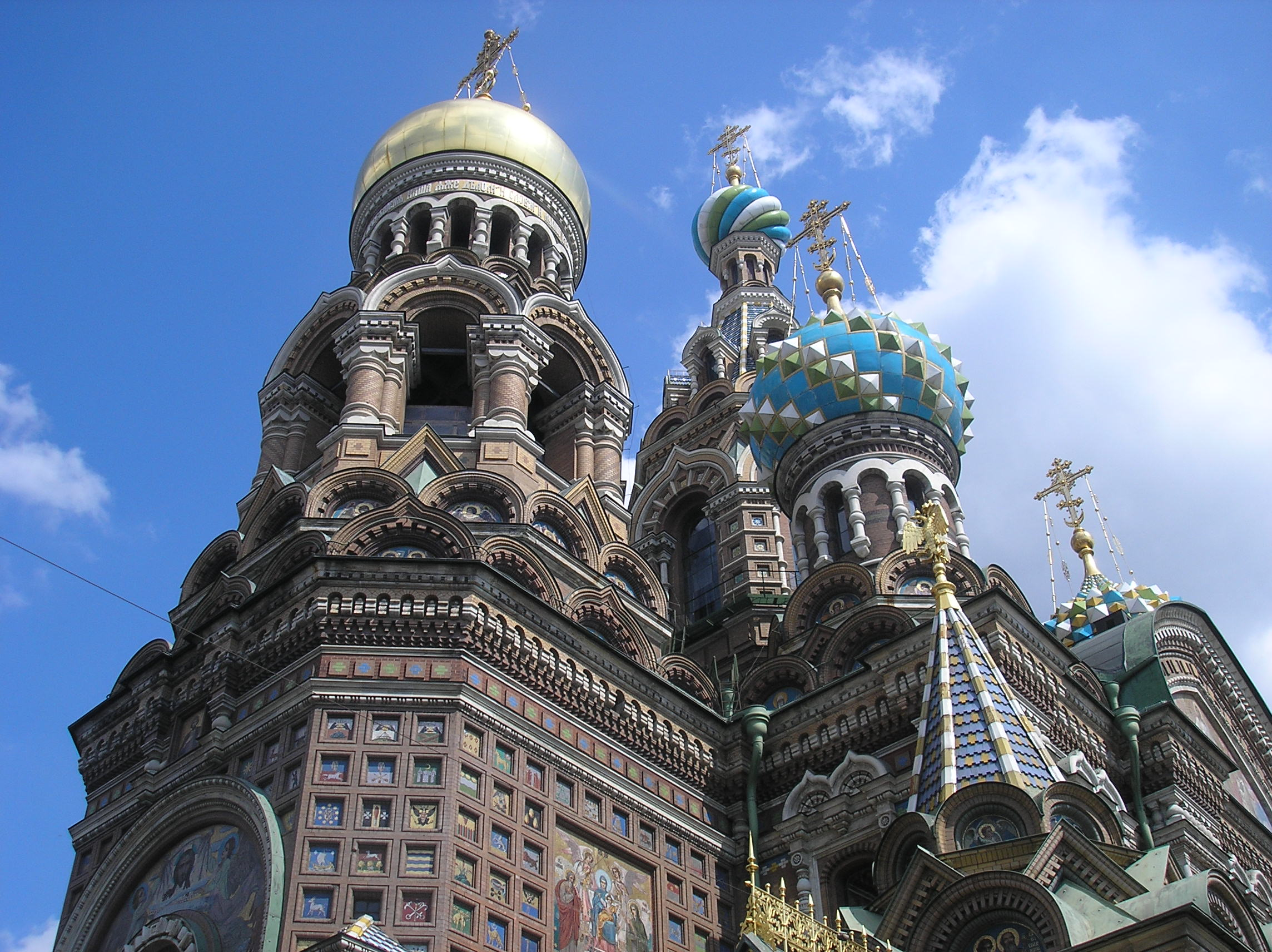
undefined
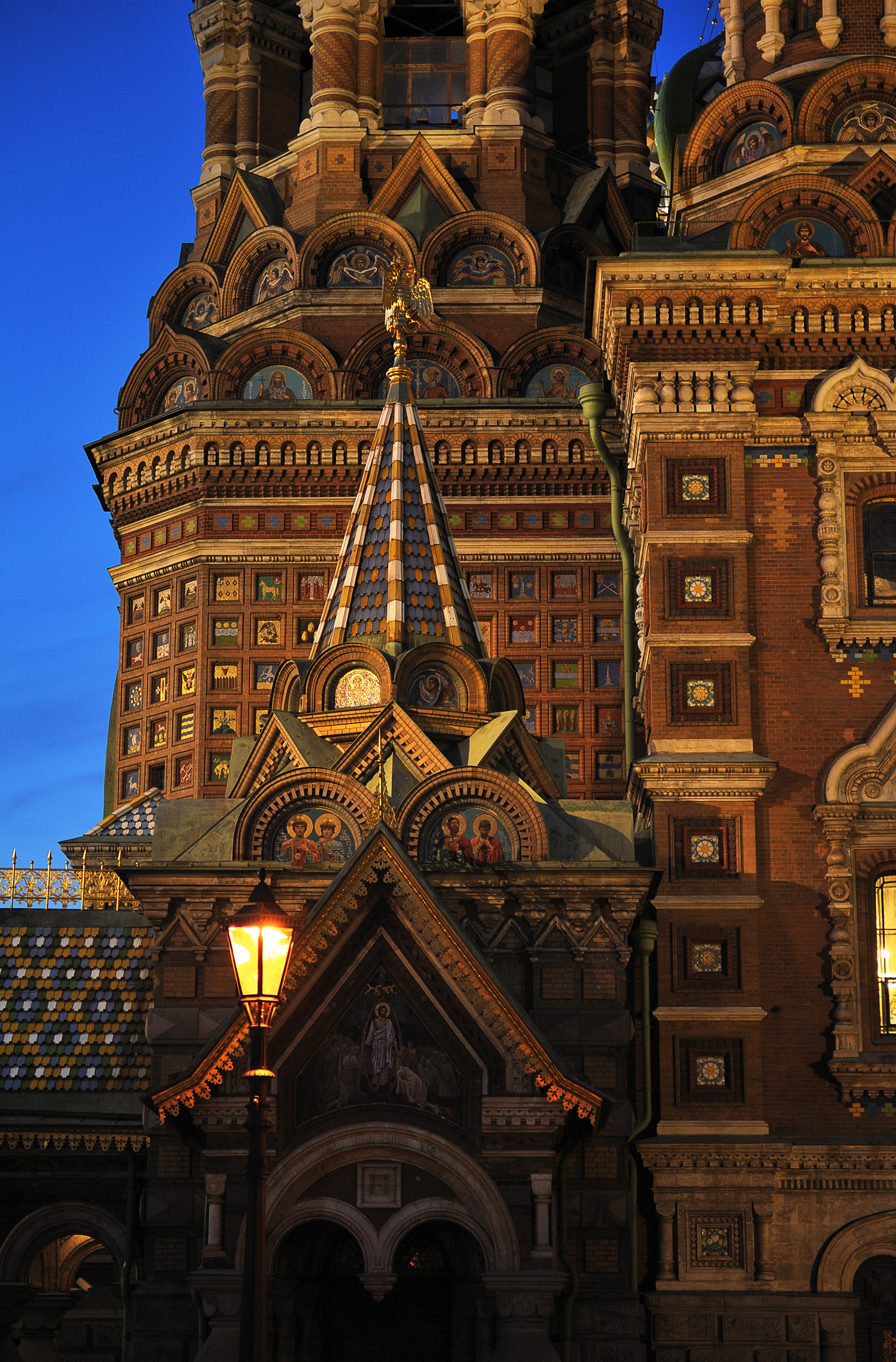
undefined

### Внутрішнє оздоблення собору
Усередині храм являє собою справжній музей мозаїки, площа якої становить 7065 квадратних метрів. Мозаїка створювалася в майстерні В. А. Фролова за ескізами більш 30 художників, серед яких були такі, як В. М. Васнецов, Ф. С. Журавльов, М. В. Нестеров, А. П. Рябушкін, В. В. Бєляєв, Н. Н. Харламов. Мозаїчна експозиція Спаса на Крові є однією з найбільших колекцій в Європі.

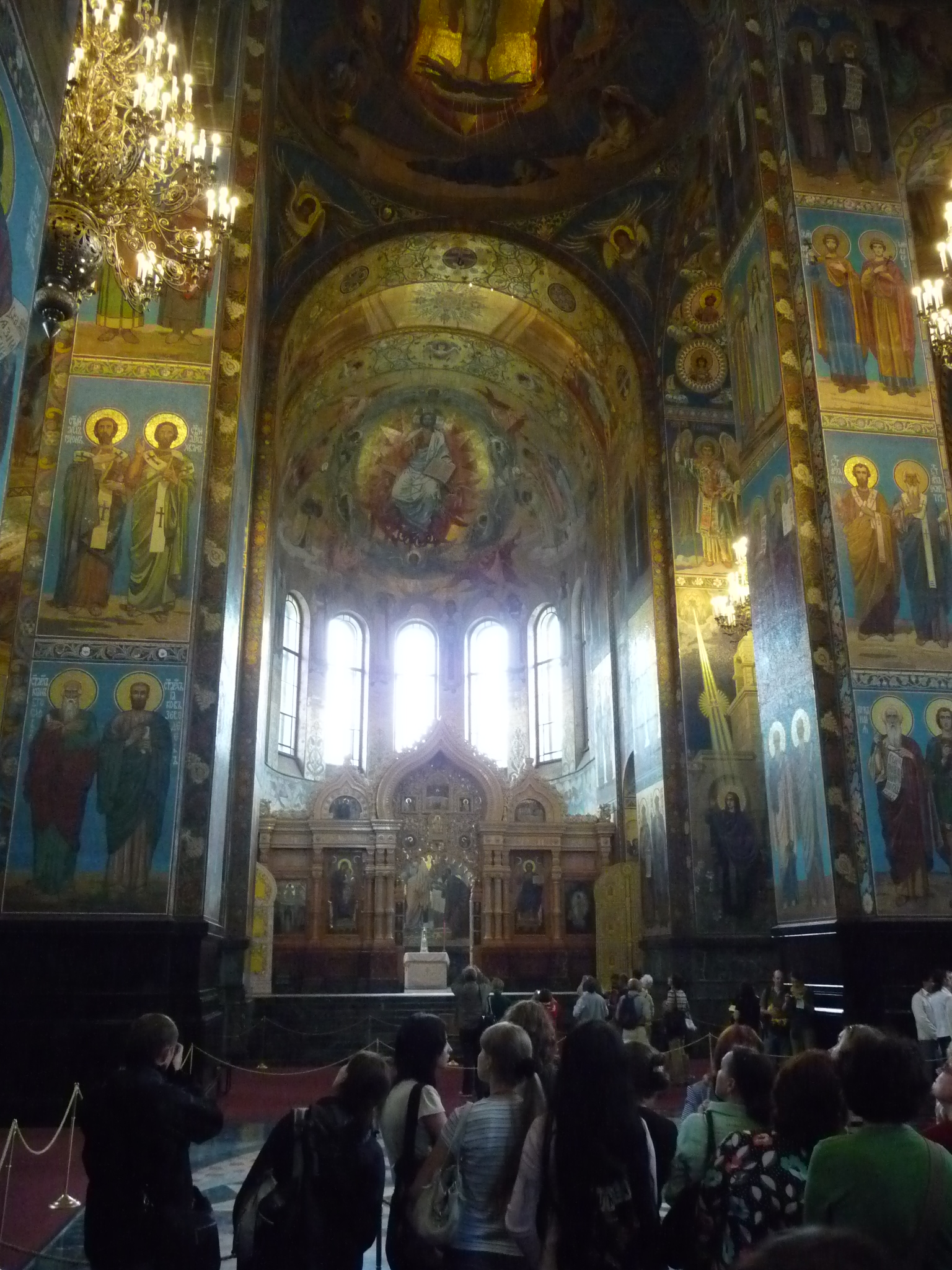
Внутрішнє оздоблення собору
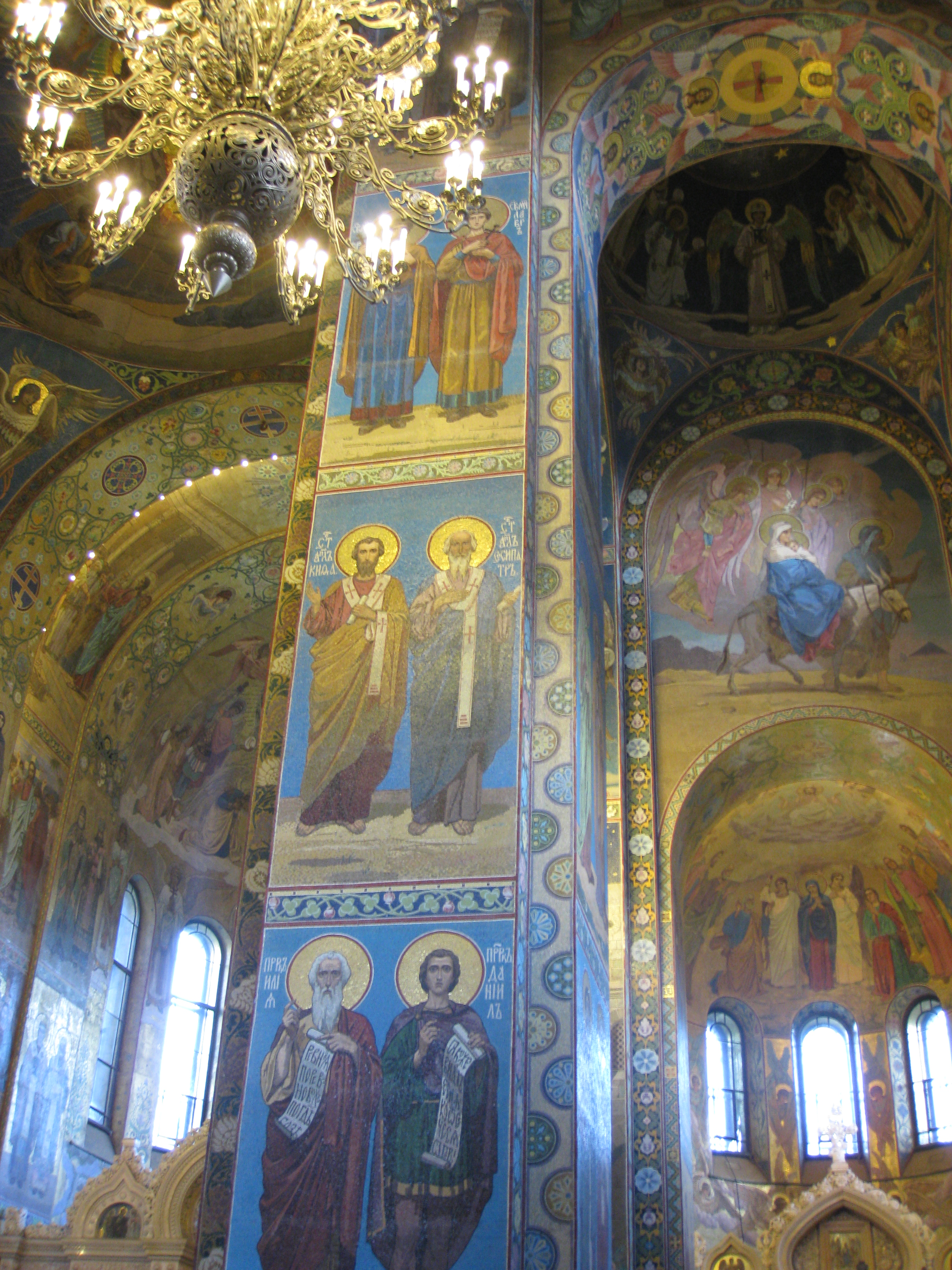
Внутрішнє оздоблення східної частини собору
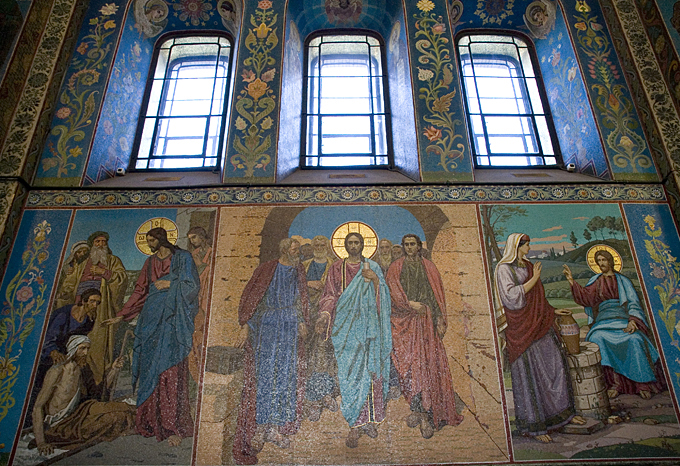
Мозаїки на стінах храму

## В масовій культурі
- В пісні Булата Окуджави «Прощание с новгодней ёлкой» (1966) є такі слова: «Ель моя, ель, словно Спас-на-крови, // Твой силуэт отдалённый. //Будто бы след удивлённой любви, // Вспыхнувшей, неутолённой».
- В пісні «Налетела грусть» Олександра Розенбаума, вийшовшій на платівці в 1986 році, згадується Спас-на-крові і бажання скоріше побачити його оновленим: «Хочу придать домам знакомый с детства вид.// Мечтаю снять леса со Спаса-на-Крови» (в іншому варіанті — «Я двадцать лет мечтаю снять леса со Спаса-на-Крови»).